# Nanna Kalinka Bjerke
Nanna Kalinka Bjerke (20. maj 1963) er kommunikationsrådgiver, sangskriver og feministisk debattør. Hun har været medforfatter på flere bøger. Gift med fotograf Søren Svendsen.

## Barndom, ungdom og uddannelse
Nanna Kalinka Bjerke blev født i Hillerød som datter af psykiater Kirsten Helweg-Larsen og forstkandidat Sten Bjerke.
Student fra Rungsted Statsskole, 1982, læste (uafsluttet) filmvidenskab på Københavns Universitet, 1982-1986, og var trainee i Livet Reichard Co., Inc. New York 1987-1989. MA i Køn og Kultur fra Syddansk Universitet 2003.

## Karriere
Fra 1990 ansat hos Amnesty Internationals danske afdeling, fra 1991 eget konsulentfirma  Imperia Kommunikation ApS. Nanna Kalinka Bjerke er især kendt for sit arbejde inden for holdnings- og adfærdskommunikation, hvor hun ikke har holdt tilbage for at bruge aktivistiske virkemidler. Senest er dette kommet til udtryk gennem et salg af "Københavnersnude" t-shirts, som blev "skabt i protest over alt for mange års verbale og økonomiske tæsk til Hovedstaden".
Har sideløbende bl.a. drevet den feministiske blog Bom & Bjerke og var fra 2011-2012 vært på radioprogrammet Bom & Bjerke – Hverdagsfeministisk Radio på Radio24syv. Begge dele sammen med skribent og webredaktør Mette Bom. I 2014 blev hun udpeget til Danmarks Radios bestyrelse af kulturminister Marianne Jelved..

## Tillidsposter og medlemskaber
- Medlem af bestyrelsen, VEGA, Musikkens Hus, 2021-
- Bestyrelsesleder, Klub ApS, 2020-
- Bestyrelsesleder, ROSA Dansk Rock Samråd, 2020-2022
- Medlem af Danmarks Radios bestyrelse, 2014-18
- Medlem af Den Kgl. Ballets Tænketank, 2016-2018
- Medlem af Den Rytmiske Konsulenttjeneste, Statens Musikråd, 1999-2000
- Medlem af bestyrelsen, VEGA, Musikkens Hus, 1997-98
- Bestyrelsesmedlem, Kaospiloterne, 1992-95
- Oldfrue, Kvindeligt Selskab, 1991-93
- Medlem af Kvindeligt Selskabs bestyrelse, 1991-95

## Hædersbevisninger
- Alt for Damernes Kvindepris, 1991

## Blog
- BoB - BomogBjerke.dk Arkiveret 27. oktober 2020 hos  Wayback Machine og Facebook-siden med skribent og webredaktør Mette Bom.
- Kommunikationsforum fx artiklen "Du har brug for en spandoktor" og "Ugens tilbud i Irma: Homofobi"
- POV International, artikler som fx "Nanna Kalinka Bjerke: Et par handfaste dogmer fra Boomer til Bloomer!" og "Slip, skid, lev"

## Værker
- “Ind i kampen (Ha’ en rigtig god dag)” Indspillet og produceret i samarbejde med Jacob Binzer, solist Anne Holse, LO, 2009
- “Guld værd for mig” til Anja og Viktor - i medgang og modgang, med Jacob Binzer og Carsten Krøyer, Artpeople, 2008, solist Pernille Leeloo.
- “Vi er ingenting” til Socialdemokraternes valgkamp, 2005, Producer Peter Svarre, solist Gudrun, Socialdemokraterne, 2005
- “For jeg kan li’ dig” (tekst), Dansk Melodi Grand Prix, 2004, producer: Misha Popovic, solist Claes Wegener, Universal 2002
- “Aldrig min igen”, Dansk Melodi Grand Prix 2002, Producer: Povl Kristian, solist Mads Broe, Universal 2002
- “Lidt efter lidt” (tekst), Dansk Melodi Grand Prix 2001, producer Nis Bøgvad, solist Johnny Hansen, CMC, 2001
- “Vi er alle i den samme båd”, De frivilliges sang for Kræftens Bekæmpelse, producer Poul Halberg, solist Anne Dorte Michelsen, 2002
- “Messiana” til filmen Bullfighter, producer David Tyson, solist Billie Myers, 2000
- “World Wide Webgirl”, med Erica Hill, EMI Medley, 1997, producer Chief One, 1999, solist Gudrun
- “Northern Star”, indlæg i “Nordstjernen” af Ole Pihl og Claus Korsgaard, Interpresse, 1986, producer Finn Verwohlt, solist Kalinka
- Danske tekster og versioneringer til bl.a. Peter Belli og Johnny Hansen.
- Desuden tekst og tekstassistance til bl.a. Anne Gadegaard, Sisse Marie Søby og Sandra Monique.